# Hwang Jin-yi
Hwang Jin Yi (1506? - 1565?) era poetisa famosa, escritora, calígrafa, música, e dançarina no período da dinastia Joseon da Coreia.